# Funktion-One
Funktion-One est une entreprise anglaise de systèmes de sonorisation professionnels (Sound Systems), fondée en 1992 par Tony Andrews et John Newsham. Ses bureaux sont basés dans le Surrey, près de Londres. Ses produits sont particulièrement prisés dans le milieu de la techno.

## Historique
La première entreprise des deux fondateurs, fondée dans les années 1970, s'appelle Turbosound. Elle mettra notamment sur le marché les systèmes TMS-3, Flashlight et Floodlight, qui établiront sa réputation. De nombreux groupes connus de l'époque, notamment Pink Floyd, s'en servent alors pour leurs concerts. Par la suite l'entreprise est revendue à AKG, et Tony Andrews et John Newsham fondent Funktion-One pour commercialiser directement leurs propres produits. Aujourd'hui leurs haut-parleurs F1 sont notamment présents au Berghain et au Space.